# Peter Joehnk
Peter Joehnk (* 18. Mai 1952 in Kiel) ist ein deutscher Verwaltungswirt und Wirtschaftsingenieur. Seit 2009 ist er an der Slowakischen Technischen Universität Bratislava Gastprofessor für Strategisches Management.

## Biografie
Nach einer Ausbildung zum Diplom-Verwaltungswirt und verschiedenen Tätigkeiten in der Kommunalverwaltung sowie der Erwachsenenbildung in Bonn und Umgebung ging Peter Joehnk 1980 in das Bundesministerium für Forschung und Technologie in Bonn. Hier war er zunächst für die Abwicklung der Förderprogramme „CAD/CAM“ und „Industrieroboter“ zuständig und betreute später in der Grundsatzabteilung des Ministeriums die betriebswirtschaftlichen Grundsatzfragen der Großforschungs-Einrichtungen.
1988 folgte ein Wechsel an das Kernforschungszentrum Karlsruhe. Mit der Deutsch-Deutschen Regierungskommission „Wiedervereinigung“ ging Peter Joehnk 1990 in die Neuen Bundesländer und wurde mit dem Aufbau einer Außenstelle für das Forschungszentrum Karlsruhe in Dresden beauftragt. 1991 wechselte er als Verwaltungsdirektor an das Zentralinstitut für Festkörperphysik und Werkstoffprüfung der Akademie der Wissenschaften. Joehnk betreute den Übergang und die Neu-Gründung des IFW Dresden als Einrichtung der Blauen Liste aus dem Akademieinstitut. Von 1992 bis 2002 war Peter Joehnk Kaufmännischer Direktor im Vorstand des IFW.
Des Weiteren begleitete er als Berater in Regierungsaufträgen die Umgestaltungsprozesse von Forschungssystemen und -einrichtungen im ehemaligen sozialistischen Ausland, u. a. auch in Vietnam und Russland.
Von 2002 bis 2017 war er Kaufmännischer Direktor des Helmholtz-Zentrums Dresden-Rossendorf. Joehnk promovierte mit dem Thema „Betriebs- und personalwirtschaftliche Instrumente für das Management in Forschungseinrichtungen der Wissenschaftsgemeinschaft Gottfried Wilhelm Leibniz“.  Er nahm Lehraufträge auf den Gebieten „Strategisches und operatives Management“ sowie „Kosten- und Finanzmanagement, Controlling“ im Masterstudiengang „Hochschul- und Wissenschaftsmanagement“ an der FH Osnabrück an. Peter Joehnk ist Mitglied in Beiräten von wissenschaftlichen Einrichtungen und Unternehmen. Als  Kunstfotograf  hatte er Ausstellungen in Deutschland und Europa.
Peter Joehnk ist verheiratet und hat drei erwachsene Kinder.

## Ehrungen
- Ehrenmedaille der Slowakischen Technischen Universität Bratislava, Slowakei
- Ehrenmedaille der Materialtechnologischen Fakultät der STU Bratislava
- Ehrenmedaille der Universität Stettin, Polen
- Ehrendoktorwürde Doctor honoris causa der Slowakischen Technischen Universität Bratislava
- Ehrenprofessor der Staatlichen Technischen Universität in Ischewsk, Russland
- 2021: Bundesverdienstkreuz am Bande

## Boards/Mitgliedschaften
- Mitglied des Hochschulrates der Hochschule für Technik und Wirtschaft Dresden (HTW)
- Mitglied der Lenkungsgruppe „Stadt der Wissenschaft“ Dresden
- Ehrenmitglied des wissenschaftlichen Rates der Fakultät für Werkstoffe und Technologien der Slowakischen Technischen Universität Bratislava
- Finanzbeirat des Innovations for High Performance Microelectronics Frankfurt/Oder